# Hololepta polita
Hololepta polita är en skalbaggsart som först beskrevs av Sylvain Auguste de Marseul 1853.  Hololepta polita ingår i släktet Hololepta och familjen stumpbaggar. Inga underarter finns listade i Catalogue of Life.